# Kerri Gowler
Kerri Gowler (født 18. december 1993) er en roer fra New Zealand.
Hun repræsenterede New Zealand under sommer-OL 2016 i Rio de Janeiro, hvor hun blev nummer fire i otter.
Under sommer-OL 2020 i Tokyo, der blev afholdt i 2021, vandt hun guld i toer uden styrmand og sølv i otter.